# 武起潛
武起潛（？—1629年），字用潛，江西進賢縣人，山東曹州籍。明朝末年政治人物。

## 生平
萬曆四十三年（1615年）舉人，天启五年（1625年）乙丑科進士。初任順天府武清縣知縣，調遵化縣，因事牽連被劾，解職候代。崇禎二年（1629年）十一月，後金軍入關襲擾，兵臨遵化。武起潛隨巡撫王元雅與推官何天球、新任知縣徐澤等憑城拒守，城破身死。《明史》有傳。

## 延伸阅读
[在维基数据编辑]
 《明史卷二百九十一》，出自《明史》

| 官衔          | 官衔                          | 官衔          |
| ------------- | ----------------------------- | ------------- |
| 前任： 毛九華 | 明朝武清縣知縣 1627年－1629年 | 繼任： 王國訓 |
| 前任： 毛九華 | 明朝遵化縣知縣 1629年         | 繼任： 徐澤   |